# ギャラクシー級
ギャラクシー級（ギャラクシーきゅう、Galaxy class）は、アメリカのSFドラマ・映画『スタートレック』シリーズに登場する、惑星連邦宇宙艦隊保有の架空の宇宙艦の艦級名の一つである。
Galaxyは英語で「銀河」を意味する。

## 概要
- 全長:641m
- 全幅:467m
- 全高:138m
- デッキ数:42
- 重量:約500万t
- 乗員:約1000名（通常時）、最大1700名。艦内の容積ではなく生命維持機能の限界による。
- 最大速度:ワープ9.6（光速の1909倍。最大12時間維持可能）
- 通常速度:ワープ6
- 耐久年月:通常任務：約7年、最大使用：約20年

『新スタートレック（TNG）』のU.S.S.エンタープライズ NCC-1701-Dに代表される24世紀後半の艦級である。アンバサダー級に代わる宇宙艦隊の旗艦として設計されており、質量500万t、デッキ数42という当時の宇宙艦隊において最大級の規模を誇る。
ギャラクシー級は予め幅広い改造の余地を残したスペースが確保されており、新技術の機関をいち早く設置・装備することができる柔軟さを持つ。乗組員数は1000名を超え、宇宙艦隊士官並びに下士官の他、子供を含むその家族まで乗艦可能となっている。これは長期任務における士官の精神的負担を軽減するための措置であるが、その一方で戦闘などの緊急事態におけるリスクを大きくしている。また、乗組員のためにホロデッキ、学校、ジム、劇場、バーなどの教育、娯楽施設も備えられている。
第1船体（円盤部）と第2船体（機関部）の分離が可能かつ合体が容易な点が大きな特徴であり、戦闘などの緊急時には円盤部に非戦闘員を乗せて切り離し、機関部のみで戦闘を行うことや、ワープコアが危険になったときに機関部を切り離して円盤部を救命ボートに脱出するといったことを可能にしている。なお宇宙艦隊においては、円盤部の分離そのものは第1船体と第2船体の区別が明確な艦型であれば可能であるが、ギャラクシー級のように自力で合体することはできない。（例：小説『スタートレック7・ジェネレーションズ』前半部のUSS･エクセルシオールの訓練シーン）
武器はタイプXのフェイザーを11基、マーク80光子魚雷ダイレクト発射管を、スタードライブセクション（第2船体）に3門搭載している。また、ドミニオン戦争中には、ワープナセル上面にフェイザー・アレイを増設し攻撃力を強化した艦もあった。
当初の設定では建造艦数は6隻と宇宙艦隊の中でもかなり少なかった。ドミニオン戦争におけるクリンゴン・ロミュラン連合軍らとの艦隊戦で、大量のギャラクシー級艦が参戦している事から、最終的にそれなりの数が量産されていると考えられる。
2401年時点では、ギャラクシー級の後継となるロス級宇宙艦が就役している(『スタートレック:ピカード』シーズン2第1話)。

## デザイン
外観は初代エンタープライズのコンスティテューション級のものを踏襲した形状の艦級となっているが、すらりと長く伸びたスタイルの初代艦とは対照的に、幅広な巨大さを強調した「銀河の白鳥」とも呼ばれる優雅なデザインとなっている。それまで正円形のデザインが主流であった円盤部とデフレクター盤は楕円形をしており、ドーサルネックも長く優美で、ワープナセルも船体に対して上向きについているタイプの艦であるにもかかわらず、ナセルの位置は円盤部の下という変わった特徴を持つ。

## ギャラクシー級宇宙艦一覧
U.S.S.ギャラクシー（U.S.S.Galaxy NCC-70637）
ギャラクシー級の1番艦。2357年進宙。DS9第150話『決意の代償（Tears of the Prophets）』、劇場版第10作『ネメシス/S.T.X』に登場。
U.S.S.ヤマト（U.S.S.Yamato NCC-71807）
ギャラクシー級の2番艦。艦名は大日本帝国海軍の戦艦大和に由来。艦長はドナルド＝バーリー大佐。2365年（宇宙暦42193.6）、超古代文明アイコニア星の調査によって引き起こされた艦のコンピュータの不調により徐々に機能が奪われていき、最終的にワープコアの反物質抑制を失い爆発消失する。（TNG第37話『埋もれた文明（Contagion）』）
他にTNG第28話『闇の住人（Where Silence Has Lease）』にナギラムの作った幻影として登場。第28話本編吹替版ではデータ少佐が「U.S.S.エンタープライズより宇宙戦艦ヤマトへ…」と日本人を喜ばせる呼称をしている。この際の登録番号はNCC-1305-Eであったが、「アルファベットがつくのはエンタープライズのみのはず」という批判のため、37話においてはNCC-71807と改められた。
なお『宇宙戦艦ヤマト2202　愛の戦士たち』ではヤマト級宇宙戦艦の２番艦「銀河」が登場しており、このギャラクシー級宇宙艦の2番艦「U.S.S.ヤマト」のオマージュであると思われる。
U.S.S.エンタープライズD（U.S.S.Enterprise NCC-1701-D）
ギャラクシー級の3番艦。
U.S.S.シラキュース（U.S.S.Syracuse）
艦名はニューヨーク州の都市から。経歴は不明。『スタートレック:ピカード』にて、U.S.S.エンタープライズDの修復に第2船体を提供した艦。
U.S.S.オデッセイ（U.S.S.Odyssey NCC-71832）
マイケル・キーオ大佐の指揮。艦名はギリシャの叙事詩オデュッセイアに由来。2370年にガンマ宇宙域を調査中、ドミニオン戦艦の特攻攻撃を受け喪失（DS9第46話『新たなる脅威（The Jem'Hadar）』）。
U.S.S.ヴェンチャー（U.S.S.Venture NCC-71854）
ハスター提督の座乗艦。艦名は「冒険」の意味。DS9第74話『クリンゴンの暴挙　後編（The Way of the Warrior, Part II）』、同第130話『ディープスペース・ナイン奪還作戦　後編（Sacrifice of Angels）』、同第150話『決意の代償（Tears of the Prophets）』に登場。
U.S.S.トリンキュロー（U.S.S.Trinculo NCC-71867）
艦名は、天王星の衛星トリンキュローと、その命名の由来となったウィリアム・シェイクスピアの戯曲『テンペスト』の登場人物トリンキュローに由来。DS9第130話『ディープスペース・ナイン奪還作戦　後編（Sacrifice of Angels）』に登場。
U.S.S.マゼラン（U.S.S.Magellan NCC-71820）
艦名はポルトガルの探検家フェルディナンド・マゼランに由来。DS9第130話『ディープスペース・ナイン奪還作戦　後編（Sacrifice of Angels）』に登場。
U.S.S.チャレンジャー（U.S.S.Challenger NCC-71099）
艦名はスペースシャトルチャレンジャーに由来。2390年、U.S.S.ヴォイジャーの一部クルーが別の時間軸で遭遇した（VOY第100話『過去を救いに来た男(Timeless)』）。艦長はジョーディ・ラ＝フォージ大佐で、同エピソードのカメオ出演となっている。
U.S.S.シャイアン（U.S.S.Cheyenne）
「スタートレック:ボーグ」に登場。